# Walter Jesser
Walter Jesser (* 15. Juni 1919 in Stuttgart; † 28. Dezember 1993 in Bonn-Bad Godesberg) war ein deutscher Botschafter.

## Leben
Walter Jesser studierte von 1947 bis 1950 Rechtswissenschaft und promovierte mit der Dissertationsschrift Der Gedanke der Verhältnismäßigkeit im Notwehrrecht. Anschließend arbeitete er am Landgericht Stuttgart. In den Auswärtigen Dienst trat er 1953. In seinen Aufgabenbereich im Auswärtigen Amt fiel 1955 die Bearbeitung einer Antragstellung der Witwe des früheren Diplomaten Rudolf von Scheliha auf eine Versorgungsleistung in außerordentlich prekärer finanzieller Situation von Frau Marie Luise von Scheliha (1904–2003). Trotz der Aufhebung des Todesurteils im März 1955 gegen Scheliha stellte sich Jesser mehrfach einer Regelung zugunsten der Witwe in den Weg.
Walter Jesser war über 30 Jahre im Auswärtigen Dienst, unter anderem in Alexandria, Bagdad und Kairo. In Ägypten war er – in Abwesenheit diplomatischer Beziehungen zwischen Bonn und Kairo – Gesandter Deutschlands vom Oktober 1969 bis August 1972 und Leiter des deutschen Stabes an der italienischen Botschaft (Schutzmachtvertretung) in Kairo. Während seiner Amtszeit in Alexandria redigierte Walter Jesser ein Wörterbuch der arabischen Schriftsprache. Nachdem am 28. November 1971 das Attentat auf den jordanischen Ministerpräsidenten Wasfi al-Tal (1919–1971) in der Lobby des Sheraton Hotels in Kairo ausgeübt worden war, wirkte er zur Aufklärung der Hintergründe als Vortragender Legationsrat I. Klasse und Leiter des deutschen Stabes an der italienischen Botschaft in Kairo mit.
Nachdem Jesser aus Kairo nach Bonn zurückgekehrt war, leitete er 1972 die Unterabteilung 31 der Politischen Abteilung des Außenministeriums, zu dieser gehörten die regionalen Bereiche Naher Osten, Südasien, Südostasien und Ostasien. Am 22. Juli 1976 verfasste Jesser eine diplomatische Note an Nguyễn Duy Trinh, den Außenminister der Sozialistischen Republik Vietnam. Von 1978 bis 1984 war er Botschafter in Marokko in Rabat. In dieser Zeit stellte er in erheblichem Maße die Weichen mit für eine verbesserte Politik Deutschlands gegenüber den arabischen Ländern.
Walter Jesser wurde 1984 in den Ruhestand versetzt.